# Louis Schnitzler
Levie Schnitzler (Rotterdam, 28 november 1868 – Scheveningen, 15 mei 1933), artiestennaam Louis Schnitzler, was een Nederlands pianist.
Hij was zoon van muzikant Abraham Schniztler en Mietje van Zanten. Hijzelf was tussen 1915 en 1925 getrouwd met de 24 jaar jongere Annie Elberta ter Linden. Hij hertrouwde in 1926 met de 28 jaar jongere Jacqueline Eduarde Caroline Jeanne Gentil. Hij was oomzegger van Abraham Israel Schnitzler en neef van Isidore Schnitzler, beide violisten.
Louis Schnitzler kreeg zijn opleiding op de viool en in compositieleer in Rotterdam van Friedrich Gernsheim, directeur van de Maatschappij tot Bevordering der Toonkunst aldaar. Hij werd plaatselijk bekend als solist maar al vrij vroeg kreeg hij nationale bekendheid als begeleider. Musici als Isaäc Mossel, Alexander Kosman, Anton van Rooy, Kathleen Parlow, Mischa Elman, Susan Metcalfe, Carl Flesch, Tilly Koenen en Julia Culp maakten gebruik van zijn diensten. Zijn muziekwereld reikte tot in Rusland, alwaar hij als invaller van Coenraad Valentijn Bos een kunstreis maakte met het Hollands Trio.
Hij schreef ook enige muziek voor solobezetting voor piano (Zwei Gavotte, opus 1 en Sonatine voor piano, opus 11), viool en cello waarvan sommige onderscheiden werden door jury’s waar onder andere Willem Mengelberg en Bernard Zweers zitting hadden. Enkele van zijn liederen (Moeders liedje, opus 10.3 op tekst van Justus van Maurik jr.) bereikten de concertzalen. enkele Hollandse liederen.
Pianopedagoog Max van der Heijden was leerling van hem; als opvolger in zijn begeleidingswerk schoof Theo van der Pas naar voren.
Na een verhuizing naar de Badhuislaan te Scheveningen verdween hij langzaam uit beeld. 
 Zo meldde het Geillustreerd Muzieklexicon uit 1939 zijn overlijden nog niet, pas in de herdruk van 1949 wordt dit rechtgezet. Hij overleed in Den Haag en werd gecremeerd te Westerveld.
- International Standard Name Identifier: 0000 0003 9498 6634
- Nederlandse Thesaurus van Auteursnamen: 29612334X
- Virtual International Authority File: 77146936690213781067
- WorldCat: E39PBJkdprVMcTVhKGJRjyfyVC